# Škatari
Škatari (tal. Scattari) je prigradsko naselje u Puli koje administrativno pripada mjesnom odboru Busoler.
Škatare sa sjevera ograničuje Monte Turko, s istoka Šikići, s juga Valdebek, a sa zapada Busoler.
Kroz središte naselja prolazi Ližnjanska cesta koja spaja Pulu s Ližnjanom. Kuće su smještene uglavnom uz prometnicu. Stanovništvo se bavi uglavnom poljoprivredom obrađujući okolna plodna polja.